# Joursac
Joursac é uma comuna francesa na região administrativa de Auvérnia-Ródano-Alpes, no departamento de Cantal. Estende-se por uma área de 21,44 km². Em 2010 a comuna tinha 150 habitantes (densidade: 7 hab./km²).